# NGC 4561
NGC 4561 is een balkspiraalstelsel in het sterrenbeeld Hoofdhaar. Het hemelobject werd op 27 april 1785 ontdekt door de Duits-Britse astronoom William Herschel.

## Synoniemen
- IC 3569
- IRAS 12336+1935
- UGC 7768
- KCPG 346A
- MCG 3-32-76
- KUG 1233+195
- ZWG 99.98
- VV 571
- PGC 42020